# فضيحة ملكية للغاية
فضيحة ملكية للغاية (بالإنجليزية: A Very Royal Scandal) هو مسلسل تلفزيوني بريطاني من نوع الدراما التاريخية، من إنتاج استوديوهات أمازون إم جي إم، مع إميلي مايتليس [الإنجليزية] منتجةً تنفيذيةً وبطولة روث ويلسون في دور مايتليس ومايكل شين في دور الأمير أندرو دوق يورك. المسلسل من تأليف جيريمي بروك وإخراج جوليان جارولد [الإنجليزية].
عُرض مسلسل «فضيحة ملكية للغاية» لأول مرة في 19 سبتمبر 2024 على خدمة البث أمازون برايم فيديو.

## المقدمة
يُقدّم المسلسل رواية درامية للرحلة المهنية والشخصية التي خاضتها إميلي مايتليس [الإنجليزية] قبل إجراء المقابلة التلفزيونية الشهيرة مع الأمير أندرو على قناة بي بي سي الثانية في عام 2019، ضمن برنامج الأخبار والشؤون الجارية نيوزنايت.

## حبكة

### الحلقة 1
في عام 2008، اعترف جيفري إبستين بالذنب في اتهامات جنائية وُجهت إليه في ولاية فلوريدا مقابل حصوله على حصانة فيدرالية [الإنجليزية]. لاحقًا، في ديسمبر 2010، التُقطت صورة للأمير أندرو في سنترال بارك في نيويورك. كان الاثنان قد التقيا لأن أندرو كان يسعى للحصول على مشورة مالية من إبستين.
على الرغم من اتفاق الإقرار بالذنب الذي أبرمته ولاية فلوريدا مع السلطات الفيدرالية، أعادت السلطات الفيدرالية في المنطقة الجنوبية من نيويورك [الإنجليزية] اعتقال إبستين بتهم فيدرالية جديدة في عام 2019. بعد وفاة إبستين في أغسطس 2019، وافق الأمير أندرو على إجراء مقابلة مع هيئة الإذاعة البريطانية (بي بي سي) في نوفمبر 2019، عُرفت لاحقًا باسم «الأمير أندرو وفضيحة إبستين».
قبل المقابلة، انتشرت صورة تعود لشهر مارس 2001 لفيرجينيا جيوفري، التي كانت تبلغ من العمر 17 عامًا آنذاك، مع الأمير أندرو، البالغ من العمر 41 عامًا في ذلك الوقت، في منزل في شارع كينيرتون [الإنجليزية].
في مايو 2015، تقدمت فيرجينيا جوفري ببلاغ إلى شرطة العاصمة لندن [الإنجليزية] بشأن اتهامات ضد الأمير أندرو. رفضت محكمة العاصمة القضية في عام 2016 لأن معظم الأنشطة المزعومة وقعت خارج المملكة المتحدة. رأت مايتليس في ذلك «تغطية» على القضية.
خلال جلسة تدريبية مع زملائها قبل المقابلة، جسّدت إحدى الزميلات دور «محامي الشيطان» في شخصية الأمير أندرو، وردّت بأنه حتى لو أقام علاقة جنسية مع فيرجينيا جيوفري في عام 2001 عندما كانت تبلغ من العمر 17 عامًا، فإن سن الموافقة في أوروبا هو 16 عامًا.

### الحلقة 2
قبل أيام قليلة من مقابلة الأمير أندرو في برنامج نيوزنايت، أجرت هيئة الإذاعة البريطانية برنامج بانوراما مقابلة مع فيرجينيا جيوفري. نفى أندرو أنه رقص مع جيوفري في ملهى ترامب [الإنجليزية] الليلي في عام 2001.
اعترف أندرو بأنه دعا غيسلين ماكسويل إلى قلعة وندسور ومنزل ساندرينغهام في عام 2000. زعم أندرو أن إبستين كان مساعدًا لماكسويل.
ذكر أندرو أنه كان أحد رعاة الجمعية الوطنية لمنع القسوة ضد الأطفال (NSPCC) وأنه لم ير أي اعتداء جنسي على الأطفال. كما اعترف بصداقته الطويلة مع ماكسويل، وأنه استُضيف في منزلها في حي بلغرافيا الراقي في لندن.

### الحلقة 3
بعد إقرار ولاية نيويورك قانون ضحايا الاعتداء الجنسي على البالغين لعام 2019 ‏،  رفعت فرجينيا جيوفري دعوى قضائية مدنية ضد الأمير أندرو، زاعمةً أنها تعرضت لاعتداء جنسي عندما كانت قاصرًا، وأنها شعرت بالخوف على حياتها بعد لقائها بالأمير في عام 2001.
في نهاية عام 2021، تركت إيميلي مايتليس العمل في هيئة الإذاعة البريطانية (بي بي سي).
تم الاتفاق على تسوية القضية المدنية المرفوعة ضد الأمير أندرو قبل اليوبيل البلاتيني للملكة إليزابيث الثانية، ونتيجة لذلك، تم استبعاده من الاحتفالات الرسمية باليوبيل.

## الممثلون
- روث ويلسون في دور إيميلي مايتليس [الإنجليزية]
- مايكل شين في دور الأمير أندرو
- أليكس جينينجز في دور السير إدوارد يونج
- جوانا سكانلان في دور أماندا ثيرسك
- إيانا هاردويك في دور ستيوارت ماكلين
- ليديا ليونارد في دور إسمي رين
- هونور سوينتون بيرن [الإنجليزية] في دور الأميرة بياتريس
- صوفيا أوكسينهام [الإنجليزية] في دور الأميرة يوجيني
- كلير راشبروك [الإنجليزية] في دور سارة فيرغسون
- كلير كالبرث [الإنجليزية] في دور سام ماكاليستر [الإنجليزية]
- روبرت نيومارك جونز في دور جيسون شتاين [الإنجليزية]
- توم أرنولد كرئيس مصوري برنامج

## الإنتاج
أنتجت شركة بلوبرانت بيكتشرز [الإنجليزية] المسلسل لصالح أستوديوهات أمازون إم جي إم. جيريمي بروك هو كاتب السيناريو، بينما تولى جوليان جارولد [الإنجليزية] الإخراج. تشاركت إميلي مايتليس [الإنجليزية] في الإنتاج التنفيذي للمسلسل إلى جانب كارين ثروسيل، غراهام برودبنت [الإنجليزية]، بيت سيرنين، ديرمويد ماكيوين، بالإضافة إلى بروك وجارولد نفسه.
يُعتبر المسلسل بمثابة خليفة روحي [الإنجليزية] لسلسلة أفلام «فضيحة إنجليزية للغاية [الإنجليزية]» (2018)، التي تناولت قضية ثورب، وفيلم «فضيحة بريطانية للغاية [الإنجليزية]» (2021)، الذي تناول طلاق دوقة أرغيل [الإنجليزية]؛ وكلاهما من إنتاج شركة بلوبرانت أيضًا.

### التمثيل
في نوفمبر 2023، تم الإعلان عن اختيار روث ويلسون ومايكل شين لأداء دوري إميلي مايتليس والأمير أندرو على التوالي. كما انضم إلى فريق التمثيل كل من أليكس جينينجز، جوانا سكانلان، وإينا هاردويك. يشمل فريق العمل أيضًا كلير كالبرث في دور سام ماكاليستر، وليديا ليونارد في دور إسمي رين من برنامج «نيوزنايت»، وهونور سوينتون بيرن وصوفيا أوكسينهام في دور الأميرتين بياتريس ويوجيني، وكلير راشبروك في دور سارة فيرجسون.

### التصوير
بدأت استوديوهات أمازون إنتاج المسلسل في المملكة المتحدة في نوفمبر 2023.

## الاستقبال
على موقع تجميع المراجعات [الإنجليزية] روتن توميتوز، حصل المسلسل على نسبة موافقة 85% بناءً على 18 مراجعة نقدية، بمتوسط تقييم 6.3/10. أما على موقع ميتاكريتيك، الذي يعتمد متوسطًا موزونًا للتقييمات، فقد حصل المسلسل على 66 من 100 بناءً على آراء 17 ناقدًا، ما يُشير إلى تلقيه مراجعات «إيجابية بشكل عام». 
| جائزة                  | تاريخ الحفل    | فئة              | متلقي              | نتيجة       | المرجع        |
| ---------------------- | -------------- | ---------------- | ------------------ | ----------- | ------------- |
| جوائز اختيار التلفزيون | 10 فبراير 2025 | أفضل دراما جديدة | فضيحة ملكية للغاية | في الانتظار | [ 13 ] [ 14 ] |
| جوائز اختيار التلفزيون | 10 فبراير 2025 | أفضل أداء درامي  | مايكل شين          | في الانتظار | [ 13 ] [ 14 ] |

## روابط خارجية
- فضيحة ملكية للغاية  على قاعدة بيانات الأفلام على الإنترنت (بالإنجليزية).